# Бочкеуць
Бочкеуць (рум. Bocicăuţi) — село в Молдові в Бричанському районі. Входить до складу комуни, центром якої є село Белкеуць.
Село населене етнічними українцями. Згідно з переписом населення 2004 року у селі мешкало 38 осіб, 34 з них - українці.

## Історія
За даними на 1859 рік у власницькому селі Хотинського повіту Бессарабської губернії, мешкало 1007 осіб (579 чоловічої статі та 528 — жіночої), налічувалось 226 дворових господарства, існувала православна церква.
Станом на 1886 рік у царачькому селі Ґрозинської волості, мешкало 1823 особи, налічувалось 293 дворових господарства, існували православна церква, 4 лавки.